# کلیف گورمن
کلیف گورمن (انگلیسی: Cliff Gorman؛ ۱۳ اکتبر ۱۹۳۶ – ۵ سپتامبر ۲۰۰۲) هنرپیشه اهل ایالات متحده آمریکا بود. وی بین سال‌های ۱۹۶۸ تا ۲۰۰۲ میلادی فعالیت می‌کرد.
از فیلم‌هایی که وی در آن نقش داشته است می‌توان به گوست داگ: سلوک سامورایی، زن مجرد، اینطور چیزها، شب و شهر و پادشاه جنگل اشاره کرد.